# Liste der Gemeinden in Kärnten
Kärnten gliedert sich in 132 politisch selbstständige Gemeinden. Die Liste enthält alle Gemeindenamen und eingerückt die Katastralgemeinden.

## Slowenische Ortsnamen
- Ein etwaiger slowenischer Ortsname folgt dem deutschen Namen in Klammern und in kursiver Schrift. Vgl. hierzu: Liste slowenischer Flurnamen in Kärnten.
- Für Gemeinden und Ortschaften, in denen die Topographieverordnung 1977 zweisprachige topographische Aufschriften vorsieht, siehe den Artikel Topographieverordnung für Kärnten (1977).
- Die Frage, ob den dialektalen oder den hochsprachlichen Ortsbezeichnungen der Vorzug gegeben werden soll, wird in der Literatur kontrovers diskutiert. Die folgende Aufstellung richtet sich in den Ortschaften, in denen zweisprachige topographische Aufschriften vorgesehen sind oder waren, nach den einschlägigen Bundesgesetzblättern bzw. Verordnungen (das sind: BGBl. 1972/270, BGBl. 1977/306 und BGBl. 1977/308). In den übrigen Fällen wird auf Zdovc, Paul: Slovenska krajevna imena na avstrijskem Koroškem/Die slowenischen Ortsnamen in Kärnten, Tiskarna Mehitaristov – Mechitharisten-Buchdr., Dunaj/Wien 1993 zurückgegriffen. Ergänzungen slowenischer Ortsnamen auf Grundlage Kärntner Ortsnamenverzeichnis von Heinz Dieter Pohl.

## A
- Afritz am See (Zobrce)
  - Katastralgemeinde Afritz (Zobrce)
  - Katastralgemeinde Berg ob Afritz
- Albeck
  - Katastralgemeinde Albeck
  - Katastralgemeinde Großreichenau
  - Katastralgemeinde Sirnitz (Žirovnica)
  - Katastralgemeinde St. Leonhard
- Althofen (Stari Dvor)
  - Katastralgemeinde Althofen
  - Katastralgemeinde Töscheldorf
  - Katastralgemeinde Treibach
- Arnoldstein (Podklošter)
  - Katastralgemeinde Arnoldstein
  - Katastralgemeinde Hart (Ločilo)
  - Katastralgemeinde Maglern (Megvarje)
  - Katastralgemeinde Pöckau (Peče)
  - Katastralgemeinde Riegersdorf (Rikarja vas)
  - Katastralgemeinde Seltschach (Sovče)
- Arriach (Sovrjah)
  - Katastralgemeinde Arriach
  - Katastralgemeinde Innere Teuchen
  - Katastralgemeinde Laastadt
  - Katastralgemeinde Sauerwald

## B
- Bad Bleiberg (Plajberk pri Beljaku)
  - Katastralgemeinde Bleiberg (Plajberk)
  - Katastralgemeinde Kreuth (Rute)
- Bad Kleinkirchheim
  - Katastralgemeinde Kleinkirchheim
  - Katastralgemeinde St. Oswald
  - Katastralgemeinde Zirkitzen (Cirkvica)
- Bad St. Leonhard im Lavanttal
  - Katastralgemeinde Bad St. Leonhard
  - Katastralgemeinde Erzberg
  - Katastralgemeinde Görlitzen
  - Katastralgemeinde Kliening
  - Katastralgemeinde Schiefling
  - Katastralgemeinde Schönberg
  - Katastralgemeinde Theißing
  - Katastralgemeinde Twimberg
- Baldramsdorf
  - Katastralgemeinde Baldramsdorf
  - Katastralgemeinde Gschieß
- Berg im Drautal
  - Katastralgemeinde Berg
  - Katastralgemeinde Emberg
  - Katastralgemeinde Goppelsberg
- Bleiburg (Pliberk)
  - Katastralgemeinde Aich (Dob)
  - Katastralgemeinde Grablach (Grablje)
  - Katastralgemeinde Kömel (Komelj)
  - Katastralgemeinde Moos (Blato)
  - Katastralgemeinde Oberloibach (Zgornje Libuče)
  - Katastralgemeinde Rinkenberg (Vogrče)
  - Katastralgemeinde Schattenberg (Senčni Kraj)
  - Katastralgemeinde St. Margarethen (Šmarjeta)
  - Katastralgemeinde Unterloibach (Spodnje Libuče)
  - Katastralgemeinde Weißenstein (Belšak)
  - Katastralgemeinde Woroujach (Borovje)
- Brückl (Mostič)
  - Katastralgemeinde Brückl
  - Katastralgemeinde Johannserberg
  - Katastralgemeinde Labegg (Labek)
  - Katastralgemeinde Schmieddorf
  - Katastralgemeinde St. Filippen (Št. Lipš)

## D
- Dellach (Dole)
  - Katastralgemeinde Dellach
- Dellach im Drautal (Dolje)
  - Katastralgemeinde Dellach im Drautal
  - Katastralgemeinde Draßnitz
  - Katastralgemeinde Draßnitzdorf
  - Katastralgemeinde Nörenach
  - Katastralgemeinde Stein
- Deutsch-Griffen (Grivina)
  - Katastralgemeinde Deutsch-Griffen (Grivina)
- Diex (Djekše)
  - Katastralgemeinde Diexerberg
  - Katastralgemeinde Grafenbach (Kneža)
  - Katastralgemeinde Haimburgerberg (Vovbrska Gora)
  - Katastralgemeinde Obergreutschach (Zgornje Krčanje)

## E
- Ebenthal in Kärnten (Žrelec)
  - Katastralgemeinde Ebenthal (Žrelec)
  - Katastralgemeinde Gradnitz (Gradnice)
  - Katastralgemeinde Gurnitz (Podkrnos)
  - Katastralgemeinde Hinterradsberg
  - Katastralgemeinde Kreuth (Rute)
  - Katastralgemeinde Lipizach (Lipica)
  - Katastralgemeinde Mieger (Medgorje)
  - Katastralgemeinde Radsberg (Radiše)
  - Katastralgemeinde Rottenstein (Podgrad)
  - Katastralgemeinde Zell (Zelo)
- Eberndorf (Dobrla vas)
  - Katastralgemeinde Buchbrunn (Bukovje)
  - Katastralgemeinde Gablern (Lovanke)
  - Katastralgemeinde Gösselsdorf (Goselna vas)
  - Katastralgemeinde Kühnsdorf (Sinča vas)
  - Katastralgemeinde Loibegg
  - Katastralgemeinde Mittlern (Metlova)
  - Katastralgemeinde Mökriach (Mokrije)
  - Katastralgemeinde Pribelsdorf (Priblja vas)
- Eberstein (Svinec)
  - Katastralgemeinde Baumgarten
  - Katastralgemeinde Eberstein
  - Katastralgemeinde Gutschen
  - Katastralgemeinde Hochfeistritz (Visoka Bistrica)
  - Katastralgemeinde Kaltenberg
  - Katastralgemeinde Kulm
  - Katastralgemeinde Mirnig
  - Katastralgemeinde Rüggen
  - Katastralgemeinde St. Oswald (Št. Ožbolt)
  - Katastralgemeinde St. Walburgen (Sveta Valpurga)
- Eisenkappel-Vellach (Železna Kapla-Bela)
  - Bad Vellach (Bela)
  - Katastralgemeinde Blasnitzen (Zaplaznica)
  - Katastralgemeinde Ebriach (Obirsko)
  - Katastralgemeinde Eisenkappel (Železna Kapla)
  - Katastralgemeinde Koprein Petzen (Podpeca)
  - Katastralgemeinde Koprein Sonnseite (Koprivna)
  - Katastralgemeinde Leppen (Lepena)
  - Katastralgemeinde Lobnig (Lobnik)
  - Katastralgemeinde Rechberg (Rebrca)
  - Katastralgemeinde Remschenig (Remšenik)
  - Katastralgemeinde Trögern (Korte)

## F
- Feistritz an der Gail (Bistrica na Zilji)
  - Katastralgemeinde Feistritz an der Gail
- Feistritz im Rosental (Bistrica v Rožu)
  - Katastralgemeinde Feistritz im Rosental
  - Katastralgemeinde Gansdorf (Gostinja ves)
  - Katastralgemeinde Hundsdorf (Podsinja vas)
  - Katastralgemeinde Matschach (Mače)
  - Katastralgemeinde Suetschach (Sveče)
  - Katastralgemeinde Weizelsdorf (Svetna vas)
- Feistritz ob Bleiburg (Bistrica pri Pliberku)
  - Katastralgemeinde Feistritz (Bistrica)
  - Katastralgemeinde Penk (Ponikva)
  - Katastralgemeinde St. Michael (Šmihel pri Pliberku)
  - Katastralgemeinde Unterort (Podkraj)
- Feld am See
  - Katastralgemeinde Rauth
- Feldkirchen in Kärnten (Trg)
  - Katastralgemeinde Fasching (Bašikʼe)
  - Katastralgemeinde Feldkirchen (Trg)
  - Katastralgemeinde Glanhofen
  - Katastralgemeinde Gradisch (Gradišče)
  - Katastralgemeinde Höfling
  - Katastralgemeinde Klein St. Veit
  - Katastralgemeinde Pernegg (Porniče)
  - Katastralgemeinde Rabensdorf
  - Katastralgemeinde Sittich (Žitikʼe)
  - Katastralgemeinde St. Ulrich (Št. Urh)
  - Katastralgemeinde Tschwarzen
  - Katastralgemeinde Waiern
- Ferlach (Borovlje)
  - Katastralgemeinde Ferlach
  - Katastralgemeinde Glainach (Glinje)
  - Katastralgemeinde Kappel an der Drau (Kapla ob Dravi)
  - Katastralgemeinde Kirschentheuer (Kožentavra)
  - Katastralgemeinde Seidolach (Ždovlje)
  - Katastralgemeinde Unterferlach (Medborovnica)
  - Katastralgemeinde Unterloibl (Podljubelj)
  - Katastralgemeinde Waidisch (Bajdiše)
  - Katastralgemeinde Windisch Bleiberg (Slovenji Plajberk)
- Ferndorf
  - Katastralgemeinde Ferndorf
  - Katastralgemeinde Gschriet (Čreta)
- Finkenstein am Faaker See (Bekštanj)
  - Faak (Bače ob jezeru)
  - Katastralgemeinde Faak
  - Katastralgemeinde Ferlach
  - Katastralgemeinde Fürnitz (Brnca)
  - Katastralgemeinde Gödersdorf (Vodiča vas)
  - Katastralgemeinde Greuth (Rut)
  - Katastralgemeinde Korpitsch (Grpiče)
  - Katastralgemeinde Latschach (Loče)
  - Katastralgemeinde Mallestig
  - Katastralgemeinde St. Stefan (Gemeinde Finkenstein am Faaker See) (Šteben)
- Flattach (Blatje)
  - Katastralgemeinde Flattach
  - Katastralgemeinde Fragant
- Frantschach-St. Gertraud (Braniče)
  - Katastralgemeinde Hintergumitsch
  - Katastralgemeinde Hinterwölch
  - Katastralgemeinde Kamp
  - Katastralgemeinde Kamperkogel
  - Katastralgemeinde Limberg (Limberk)
  - Katastralgemeinde Obergösel
  - Katastralgemeinde Trum- und Pressinggraben
  - Katastralgemeinde Untergösel
  - Katastralgemeinde Vorderwölch
  - Katastralgemeinde Zellach
- Frauenstein
  - Katastralgemeinde Dörfl
  - Katastralgemeinde Grasdorf
  - Katastralgemeinde Kraig (Krivik’e)
  - Katastralgemeinde Leiten
  - Katastralgemeinde Obermühlbach
  - Katastralgemeinde Pfannhof
  - Katastralgemeinde Schaumboden
  - Katastralgemeinde Steinbichl
- Fresach (Breže)
  - Katastralgemeinde Fresach
  - Katastralgemeinde Mooswald
  - Katastralgemeinde Tragenwinkl
- Friesach (Breže)
  - Katastralgemeinde Friesach
  - Katastralgemeinde St. Salvator
  - Katastralgemeinde Zeltschach (Sedъlьče)

## G
- Gallizien (Galicija)
  - Katastralgemeinde Abtei (Apače)
  - Katastralgemeinde Enzelsdorf (Encelna vas)
  - Katastralgemeinde Gallizien
  - Katastralgemeinde Glantschach (Klanče)
  - Katastralgemeinde Möchling (Mohliče)
  - Katastralgemeinde Vellach (Bela)
- Gitschtal
  - Katastralgemeinde St. Lorenzen im Gitschtal
  - Katastralgemeinde Weißbriach (Višprije)
- Glanegg
  - Katastralgemeinde Maria Feicht
  - Katastralgemeinde Tauchendorf (Tuchanъ)
- Globasnitz (Globasnica)
  - Katastralgemeinde Globasnitz
  - Katastralgemeinde Jaunstein (Podjuna)
  - Katastralgemeinde St. Stefan (Šteben)
  - Katastralgemeinde Wakendorf (Večna vas)
- Glödnitz (Glodьnica)
  - Katastralgemeinde Glödnitz
- Gmünd in Kärnten
  - Katastralgemeinde Gmünd
  - Katastralgemeinde Kreuschlach (Hruškovlje)
  - Katastralgemeinde Landfraß
- Gnesau
  - Katastralgemeinde Gnesau
  - Katastralgemeinde Gurk (Krka)
  - Katastralgemeinde Mitteregg
  - Katastralgemeinde Zedlitzdorf
- Grafenstein (Grabštanj)
  - Katastralgemeinde Berg (Rute pri Medgorjah)
  - Katastralgemeinde Grafenstein
  - Katastralgemeinde Pakein (Pokinj)
  - Katastralgemeinde Replach (Replje)
  - Katastralgemeinde Saager (Zagorje)
  - Katastralgemeinde Thon (Jadovce)
  - Katastralgemeinde Truttendorf (Sepec)
  - Katastralgemeinde Wölfnitz (Valovca)
- Greifenburg
  - Katastralgemeinde Bruggen
  - Katastralgemeinde Greifenburg
  - Katastralgemeinde Kerschbaum
- Griffen (Grebinj)
  - Katastralgemeinde Griffnerthal
  - Katastralgemeinde Großenegg (Tolsti Vrh)
  - Katastralgemeinde Haberberg (Gabrje)
  - Katastralgemeinde Kaunz (Homec)
  - Katastralgemeinde Kleindörfl (Mala vas)
  - Katastralgemeinde Pustritz (Pustrica)
  - Katastralgemeinde St. Kollmann (Šentkolman)
  - Katastralgemeinde Wölfnitz (Golovica)
  - Katastralgemeinde Wriesen (Brezje)
- Großkirchheim
  - Katastralgemeinde Döllach (Dolje)
  - Katastralgemeinde Mitten
  - Katastralgemeinde Putschall
  - Katastralgemeinde Sagritz (Zagorica)
  - Katastralgemeinde Winkel Sagritz
- Gurk (Krka)
  - Katastralgemeinde Gurk
  - Katastralgemeinde Gruska
  - Katastralgemeinde Pisweg (Pьsovik’e)
- Guttaring (Kotarik’e)
  - Katastralgemeinde Bairberg
  - Katastralgemeinde Deinsberg
  - Katastralgemeinde Guttaring
  - Katastralgemeinde Guttaringberg
  - Katastralgemeinde Hollersberg
  - Katastralgemeinde Verlosnitz (Bьrložьnica)
  - Katastralgemeinde Waitschach

## H
- Heiligenblut am Großglockner
  - Katastralgemeinde Apriach
  - Katastralgemeinde Rojach
  - Katastralgemeinde Zlapp und Hof (Slap)
- Hermagor-Pressegger See (Šmohor-Preseško jezero)
  - Katastralgemeinde Egg (Brdo)
  - Katastralgemeinde Görtschach (Goriče)
  - Katastralgemeinde Guggenberg
  - Katastralgemeinde Hermagor (Šmohor)
  - Katastralgemeinde Khünburg (Kimburg)
  - Katastralgemeinde Mitschig (Mičiče)
  - Katastralgemeinde Möderndorf (Modra ves)
  - Katastralgemeinde Möschach
  - Katastralgemeinde Nampolach (Napole)
  - Katastralgemeinde Rattendorf (Radnja vas)
  - Katastralgemeinde Tröpolach (Dobro Polje – slaw. Gutes Feld)
  - Katastralgemeinde Vellach (Bela)
- Himmelberg
  - Katastralgemeinde Äußere Teuchen (Ticha)
  - Katastralgemeinde Dragelsberg
  - Katastralgemeinde Himmelberg
  - Katastralgemeinde Hochegg
  - Katastralgemeinde Pichlern
  - Katastralgemeinde Saurachberg
  - Katastralgemeinde Zedlitzberg
- Hohenthurn (Straja vas)
  - Katastralgemeinde Dreulach (Drevlje)
  - Katastralgemeinde Hohenthurn
- Hüttenberg
  - Katastralgemeinde Hinterberg
  - Katastralgemeinde Hüttenberg
  - Katastralgemeinde Knappenberg
  - Katastralgemeinde Lölling (Lelʼinъ)
  - Katastralgemeinde St. Johann am Pressen
  - Katastralgemeinde St. Martin am Silberberg
  - Katastralgemeinde Unterwald
  - Katastralgemeinde Zosen (Sosna)

## I
- Irschen
  - Katastralgemeinde Irschen
  - Katastralgemeinde Rittersdorf
  - Katastralgemeinde Simmerlach

## K
- Kappel am Krappfeld
  - Katastralgemeinde Dobranberg (Dobrava)
  - Katastralgemeinde Dürnfeld
  - Katastralgemeinde Krasta (Chrašče)
  - Katastralgemeinde Mannsberg
  - Katastralgemeinde Silberegg
  - Katastralgemeinde St. Martin am Mannsberg
- Keutschach am See (Hodiše ob jezeru)
  - Katastralgemeinde Keutschach (Hodiše)
  - Katastralgemeinde Plescherken (Plešerka)
  - Katastralgemeinde St. Nikolai (Šmiklavž)
- Kirchbach
  - Katastralgemeinde Grafendorf
  - Katastralgemeinde Reisach (Riže)
  - Katastralgemeinde Waidegg (Bajdek)
- Klagenfurt am Wörthersee (Celovec ob Vrbskem jezeru)
  - Katastralgemeinde Blasendorf (Blažnja vas)
  - Katastralgemeinde Ehrenthal (Erental)
  - Katastralgemeinde Goritschitzen (Goričica)
  - Katastralgemeinde Großbuch (Zabukov(l)je)
  - Katastralgemeinde Großponfeld
  - Katastralgemeinde Gurlitsch I (Kurliče)
  - Katastralgemeinde Hallegg (Helek)
  - Katastralgemeinde Hörtendorf (Trdnja vas)
  - Katastralgemeinde Klagenfurt (Celovec)
  - Katastralgemeinde Kleinbuch (Malo Bukovje)
  - Katastralgemeinde Lendorf (Dhovše)
  - Katastralgemeinde Marolla (Marola)
  - Katastralgemeinde Nagra (Nagra)
  - Katastralgemeinde Neudorf (Nova vas)
  - Katastralgemeinde St. Martin bei Klagenfurt (Šmartin)
  - Katastralgemeinde St. Peter am Karlsberg
  - Katastralgemeinde St. Peter bei Ebenthal (Šentpeter)
  - Katastralgemeinde St. Peter bei Tentschach (Št. Peter na Gori)
  - Katastralgemeinde St. Ruprecht bei Klagenfurt (Št. Rupert)
  - Katastralgemeinde Stein (Zakamen)
  - Katastralgemeinde Tentschach (Šteniče)
  - Katastralgemeinde Viktring (Vetrinj)
  - Katastralgemeinde Waidmannsdorf (Otoče)
  - Katastralgemeinde Waltendorf (Vapoča vas)
  - Katastralgemeinde Welzenegg (Belcenek)
- Kleblach-Lind (Chlěvlje)
  - Katastralgemeinde Blaßnig
  - Katastralgemeinde Lind
- Klein St. Paul
  - Katastralgemeinde Buch
  - Katastralgemeinde Dullberg (Dol)
  - Katastralgemeinde Filfing
  - Katastralgemeinde Grünburg
  - Katastralgemeinde Kirchberg
  - Katastralgemeinde Klein St. Paul
  - Katastralgemeinde Ober St. Paul
  - Katastralgemeinde Prailing (Koprivljik’e)
  - Katastralgemeinde Sittenberg
  - Katastralgemeinde Unter St. Paul
  - Katastralgemeinde Wietersdorf (Vitodraža ves)
  - Katastralgemeinde Wieting (Vetinga)
- Kötschach-Mauthen
  - Katastralgemeinde Kötschach (Chotěševo)
  - Katastralgemeinde Laas (Lazje)
  - Katastralgemeinde Mauthen
  - Katastralgemeinde Strajach
  - Katastralgemeinde Würmlach
- Köttmannsdorf (Kotmara vas)
  - Katastralgemeinde Hollenburg (Humberk)
  - Katastralgemeinde Köttmannsdorf
  - Katastralgemeinde Rotschitzen (Ročica)
  - Katastralgemeinde Wurdach (Vrdi)
- Krems in Kärnten
  - Katastralgemeinde Eisentratten
  - Katastralgemeinde Kremsbrücke
  - Katastralgemeinde Leoben
  - Katastralgemeinde Nöring (Norikʼe)
  - Katastralgemeinde Puchreit
  - Katastralgemeinde Reitern
  - Katastralgemeinde St. Nikolai (Šmiklavž)
- Krumpendorf am Wörthersee (Kriva Vrba)
  - Katastralgemeinde Drasing (Draženj)
  - Katastralgemeinde Gurlitsch II (Kurliče)
  - Katastralgemeinde Krumpendorf (Kriva Vrba)
  - Katastralgemeinde Pritschitz (Pričiče)

## L
- Lavamünd (Labot)
  - Katastralgemeinde Ettendorf 
  - Katastralgemeinde Großlamprechtsberg
  - Katastralgemeinde Hart
  - Katastralgemeinde Lamprechtsberg
  - Katastralgemeinde Lorenzenberg
  - Katastralgemeinde Magdalensberg (Štalenska gora)
  - Katastralgemeinde Rabenstein
  - Katastralgemeinde Weißenberg
  - Katastralgemeinde Wunderstätten (Drumlje)
- Lendorf
  - Katastralgemeinde Hühnersberg
  - Katastralgemeinde Lendorf
- Lesachtal
  - Katastralgemeinde Kornat
  - Katastralgemeinde Liesing
  - Katastralgemeinde Luggau
  - Katastralgemeinde St. Lorenzen im Lesachtal
- Liebenfels
  - Katastralgemeinde Freundsam
  - Katastralgemeinde Glantschach
  - Katastralgemeinde Gradenegg
  - Katastralgemeinde Hardegg
  - Katastralgemeinde Liebenfels
  - Katastralgemeinde Liemberg
  - Katastralgemeinde Pflausach
  - Katastralgemeinde Rosenbichl
  - Katastralgemeinde Rottschaft Feistritz
  - Katastralgemeinde Sörg
  - Katastralgemeinde Sörgerberg
- Ludmannsdorf (Bilčovs)
  - Katastralgemeinde Großkleinberg (Mala gora)
  - Katastralgemeinde Ludmannsdorf
  - Katastralgemeinde Oberdörfl (Zgornja Vesca)
  - Katastralgemeinde Selkach (Želuče)
  - Katastralgemeinde Wellersdorf (Velinja vas)
- Lurnfeld
  - Katastralgemeinde Möllbrücke I
  - Katastralgemeinde Möllbrücke II
  - Katastralgemeinde Möllbrücke III
  - Katastralgemeinde Pusarnitz

## M
- Magdalensberg (Štalenska gora)
  - Katastralgemeinde Freudenberg
  - Katastralgemeinde Gammersdorf (Mižlja vas)
  - Katastralgemeinde Lassendorf (Vasja vas)
  - Katastralgemeinde Ottmanach (Otmanje)
  - Katastralgemeinde Portendorf (Partovca)
  - Katastralgemeinde Reigersdorf (Rogarja vas)
  - Katastralgemeinde Schurianhof
  - Katastralgemeinde St. Thomas (Šenttomaž)
  - Katastralgemeinde Timenitz (Timenica)
  - Katastralgemeinde Vellach (Bela)
  - Katastralgemeinde Wutschein (Bučinja vas)
  - Katastralgemeinde Zeiselberg (Čilberk)
  - Katastralgemeinde Zinsdorf (Svinča vas)
- Mallnitz
  - Katastralgemeinde Dössen
  - Katastralgemeinde Mallnitz
- Malta
  - Katastralgemeinde Dornbach
  - Katastralgemeinde Malta
  - Katastralgemeinde Maltaberg
- Maria Rain (Žihpolje)
  - Katastralgemeinde Göltschach (Golšovo)
  - Katastralgemeinde Toppelsdorf (Dolča vas)
  - Katastralgemeinde Tschedram (Ščedem)
- Maria Saal (Gospa Sveta)
  - Katastralgemeinde Kading (Kadina)
  - Katastralgemeinde Karnburg (Krnski grad)
  - Katastralgemeinde Möderndorf (Modrinja vas)
  - Katastralgemeinde Possau (Pošev)
  - Katastralgemeinde St. Michael am Zollfeld (Šmihel na Gosposvetskem polju)
- Maria Wörth (Otok)
  - Katastralgemeinde Maria Wörth
  - Katastralgemeinde Reifnitz (Ribnica)
- Metnitz
  - Katastralgemeinde Feistritz
  - Katastralgemeinde Grades
  - Katastralgemeinde Metnitz Land
  - Katastralgemeinde Metnitz Markt
- Micheldorf
  - Katastralgemeinde Lorenzenberg
  - Katastralgemeinde Micheldorf
- Millstatt am See
  - Katastralgemeinde Laubendorf
  - Katastralgemeinde Matzelsdorf
  - Katastralgemeinde Millstatt
  - Katastralgemeinde Obermillstatt
- Mölbling
  - Katastralgemeinde Dielach
  - Katastralgemeinde Gunzenberg
  - Katastralgemeinde Meiselding
  - Katastralgemeinde Rabing
  - Katastralgemeinde Rastenfeld
- Moosburg (Možberk)
  - Bärndorf
  - Katastralgemeinde Gradenegg
  - Katastralgemeinde Kreggab
  - Katastralgemeinde Moosburg
  - Katastralgemeinde Seigbichl (Žihpolje)
  - Katastralgemeinde St. Peter bei Moosburg
  - Katastralgemeinde Tigring (Tigrče)
  - Katastralgemeinde Tuderschitz (Tudrešiče)
- Mörtschach
  - Katastralgemeinde Mörtschach
  - Katastralgemeinde Stranach
- Mühldorf
  - Katastralgemeinde Mühldorf

## N
- Neuhaus (Suha)
  - Katastralgemeinde Berg ob Leifling (Libeliška gora)
  - Katastralgemeinde Graditschach (Gradiče)
  - Katastralgemeinde Heiligenstadt (Sveto Mesto)
  - Katastralgemeinde Leifling (Libeliče)
  - Katastralgemeinde Neuhaus
  - Katastralgemeinde Pudlach (Podlog)
  - Katastralgemeinde Schwabegg (Žvabek)
- Nötsch im Gailtal (Čajna)
  - Katastralgemeinde Kerschdorf (Črešnje)
  - Katastralgemeinde Saak (Čače)
  - Katastralgemeinde St. Georgen (Šentjurij)

## O
- Oberdrauburg
  - Katastralgemeinde Flaschberg
  - Katastralgemeinde Oberdrauburg
  - Katastralgemeinde Zwickenberg
- Obervellach
  - Katastralgemeinde Lassach
  - Katastralgemeinde Obervellach
  - Katastralgemeinde Pfaffenberg
  - Katastralgemeinde Söbriach
- Ossiach (Osoje)
  - Katastralgemeinde Ossiach

## P
- Paternion (Špatrjan)
  - Katastralgemeinde Feistritz an der Drau (Bistrica ob Dravi)
  - Katastralgemeinde Kamering
  - Katastralgemeinde Kreuzen (Krajcen)
  - Katastralgemeinde Nikelsdorf
  - Katastralgemeinde Paternion
  - Katastralgemeinde Rubland
- Poggersdorf (Pokrče)
  - Katastralgemeinde Leibsdorf (Ličja vas)
  - Katastralgemeinde Linsenberg (Lečja gora)
  - Katastralgemeinde Pubersdorf (Pobreže)
  - Katastralgemeinde St. Michael ob der Gurk (Slovenji Šmihel)
- Pörtschach am Wörther See (Poreče ob Vrbskem jezeru)
  - Katastralgemeinde Pörtschach am See (Poreče ob jezeru)
  - Katastralgemeinde Sallach
- Preitenegg
  - Katastralgemeinde Kleinpreitenegg
  - Katastralgemeinde Oberauerling
  - Katastralgemeinde Oberpreitenegg
  - Katastralgemeinde Ort
  - Katastralgemeinde Unterauerling
  - Katastralgemeinde Unterpreitenegg

## R
- Radenthein
  - Katastralgemeinde Döbriach
  - Katastralgemeinde Kaning
  - Katastralgemeinde Laufenberg
  - Katastralgemeinde Radenthein
  - Katastralgemeinde St. Peter in Tweng
  - Katastralgemeinde Tweng
- Rangersdorf
  - Katastralgemeinde Lainach
  - Katastralgemeinde Rangersdorf
  - Katastralgemeinde Tressdorf
- Reichenau
  - Katastralgemeinde Ebene Reichenau
  - Katastralgemeinde St. Lorenzen
  - Katastralgemeinde St. Margarethen
  - Katastralgemeinde Wiedweg
  - Katastralgemeinde Winkl Reichenau
- Reichenfels
  - Katastralgemeinde Reichenfels
  - Katastralgemeinde Sommerau
  - Katastralgemeinde St. Peter
  - Katastralgemeinde Weitenbach
- Reißeck
  - Katastralgemeinde Kolbnitz
  - Katastralgemeinde Penk
  - Katastralgemeinde Teuchl
  - Katastralgemeinde Zandlach
- Rennweg am Katschberg
  - Katastralgemeinde Oberdorf
  - Katastralgemeinde Rennweg
  - Katastralgemeinde St. Peter
- Rosegg (Rožek)
  - Katastralgemeinde Berg (Gora)
  - Katastralgemeinde Emmersdorf (Tmara vas)
  - Katastralgemeinde Rosegg
- Ruden (Ruda)
  - Katastralgemeinde Eis (Led)
  - Katastralgemeinde Kraßnitz (Krasnica)
  - Katastralgemeinde Ruden
  - Katastralgemeinde Unternberg (Podgora)

## S
- Sachsenburg
  - Katastralgemeinde Obergottesfeld
  - Katastralgemeinde Sachsenburg
- Schiefling am Wörthersee (Škofiče)
  - Katastralgemeinde St. Kathrein (Podjerberk)
  - Katastralgemeinde Schiefling am Wörthersee
  - Katastralgemeinde Techelweg (Holbiče)
- Seeboden am Millstätter See
  - Katastralgemeinde Lieseregg
  - Katastralgemeinde Lieserhofen
  - Katastralgemeinde Seeboden
  - Katastralgemeinde Treffling
- Sittersdorf (Žitara vas)
  - Katastralgemeinde Altendorf (Stara vas)
  - Katastralgemeinde Goritschach (Goriče)
  - Katastralgemeinde Proboj (Proboj)
  - Katastralgemeinde Rückersdorf (Rikarja vas)
  - Katastralgemeinde Sittersdorf
  - Katastralgemeinde Sonnegg (Ženek)
- Spittal an der Drau (Špital ob Dravi)
  - Katastralgemeinde Amlach (Gemeinde Spittal an der Drau)
  - Katastralgemeinde Edling
  - Katastralgemeinde Großegg
  - Katastralgemeinde Molzbichl
  - Katastralgemeinde Olsach
  - Katastralgemeinde St. Peter-Edling
  - Katastralgemeinde Spittal an der Drau
- St. Andrä (Št. Andrež)
  - Katastralgemeinde Dachberg
  - Katastralgemeinde Eisdorf (Ajzdorf)
  - Katastralgemeinde Eitweg
  - Katastralgemeinde Fischering
  - Katastralgemeinde Framrach
  - Katastralgemeinde Gemmersdorf
  - Katastralgemeinde Goding
  - Katastralgemeinde Jakling
  - Katastralgemeinde Kleinrojach
  - Katastralgemeinde Kollegg
  - Katastralgemeinde Lamm
  - Katastralgemeinde Langegg (Dolgo Brdo)
  - Katastralgemeinde Lindhof
  - Katastralgemeinde Mosern
  - Katastralgemeinde Oberaigen
  - Katastralgemeinde Paierdorf
  - Katastralgemeinde Pölling
  - Katastralgemeinde Schönweg
  - Katastralgemeinde Teichbauer
  - Katastralgemeinde Winkling
- St. Georgen am Längsee
  - Katastralgemeinde Goggerwenig
  - Katastralgemeinde Gösseling
  - Katastralgemeinde Launsdorf
  - Katastralgemeinde Osterwitz
  - Katastralgemeinde St. Georgen am Längsee
  - Katastralgemeinde Taggenbrunn
- St. Georgen im Lavanttal
  - Katastralgemeinde Andersdorf
  - Katastralgemeinde Gundisch
  - Katastralgemeinde Herzogberg
  - Katastralgemeinde Krakaberg
  - Katastralgemeinde Raggane
  - Katastralgemeinde St. Georgen-Hartneidstein
  - Katastralgemeinde Steinberg
- St. Jakob im Rosental (Šentjakob v Rožu)
  - Katastralgemeinde Frießnitz (Breznica)
  - Katastralgemeinde Maria Elend (Podgorje)
  - Katastralgemeinde Mühlbach (Reka)
  - Katastralgemeinde Schlatten (Svatne)
  - Katastralgemeinde St. Jakob
  - Katastralgemeinde St. Peter (Šentpeter)
- St. Kanzian am Klopeiner See (Škocjan v Podjuni)
  - Katastralgemeinde Grabelsdorf (Grabalja vas)
  - Katastralgemeinde Lauchenholz (Gluhi les)
  - Katastralgemeinde Srejach (Sreje)
  - Katastralgemeinde St. Kanzian (Škocjan)
  - Katastralgemeinde St. Marxen (Šmarkež)
  - Katastralgemeinde St. Veit im Jauntal (Šentvid v Podjuni)
  - Katastralgemeinde Stein (Kamen)
- St. Margareten im Rosental (Šmarjeta v Rožu)
  - Katastralgemeinde Gotschuchen (Kočuha)
  - Katastralgemeinde Niederdörfl (Dolnja vas)
  - Katastralgemeinde St. Margareten (Šmarjeta)
- St. Paul im Lavanttal (Št. Pavel)
  - Katastralgemeinde Granitztal-St. Paul
  - Katastralgemeinde Granitztal-Weißenegg
  - Katastralgemeinde Johannesberg
  - Katastralgemeinde Kollnitz
  - Katastralgemeinde Legerbuch
  - Katastralgemeinde Löschental
  - Katastralgemeinde St. Paul (Št. Pavel)
  - Katastralgemeinde Weinberg
- St. Stefan im Gailtal (Štefan na Zilji)
  - Katastralgemeinde Hadersdorf (Hadre)
  - Katastralgemeinde Köstendorf (Gostinja vas)
  - Katastralgemeinde Matschiedl (Močidle)
  - Katastralgemeinde St. Paul (Št. Pavel)
  - Katastralgemeinde St. Stefan (Štefan)
  - Katastralgemeinde Vorderberg (Blače)
- St. Urban
  - Katastralgemeinde Bach
  - Katastralgemeinde Hafenberg
  - Katastralgemeinde Rasting
  - Katastralgemeinde St. Urban
  - Katastralgemeinde Zirkitz
- St. Veit an der Glan (Št. Vid ob Glini)
  - Katastralgemeinde Galling
  - Katastralgemeinde Hörzendorf
  - Katastralgemeinde Niederdorf
  - Katastralgemeinde Projern
  - Katastralgemeinde St. Donat
  - Katastralgemeinde St. Veit an der Glan
  - Katastralgemeinde Tanzenberg (Plešivec)
- Stall
  - Katastralgemeinde Gössnitz
  - Katastralgemeinde Sonnberg
  - Katastralgemeinde Stall
- Steindorf am Ossiacher See
  - Katastralgemeinde Ossiachberg
  - Katastralgemeinde Steindorf
  - Katastralgemeinde Stiegl
  - Katastralgemeinde Tiffen
- Steinfeld
  - Katastralgemeinde Fell
  - Katastralgemeinde Gerlamoos
  - Katastralgemeinde Radlach
  - Katastralgemeinde Rottenstein
  - Katastralgemeinde Steinfeld
- Steuerberg
  - Katastralgemeinde Altsteuerberg
  - Katastralgemeinde Neusteuerberg
  - Katastralgemeinde Wabl
  - Katastralgemeinde Wachsenberg
- Stockenboi
  - Katastralgemeinde Stockenboi
  - Katastralgemeinde Tragail
  - Katastralgemeinde Wiederschwing
  - Katastralgemeinde Ziebl
- Straßburg
  - Katastralgemeinde St. Georgen
  - Katastralgemeinde Straßburg Land
  - Katastralgemeinde Straßburg Stadt

## T
- Techelsberg am Wörther See (Teholica ob Vrbskem jezeru)
  - Katastralgemeinde St. Bartlmä (Šentjernej na Gori)
  - Katastralgemeinde St. Martin am Techelsberg (Šmartin)
  - Katastralgemeinde Tibitsch (Tibiče)
  - Katastralgemeinde Trabenig-Ebenfeld (Trabenče)
- Trebesing
  - Katastralgemeinde Altersberg
  - Katastralgemeinde Radl
  - Katastralgemeinde Trebesing
- Treffen am Ossiacher See
  - Katastralgemeinde Buchholz
  - Katastralgemeinde Ossiachberg
  - Katastralgemeinde Sattendorf
  - Katastralgemeinde Töbring
  - Katastralgemeinde Treffen
  - Katastralgemeinde Verditz
  - Katastralgemeinde Winklern

## V
- Velden am Wörther See (Vrba)
  - Katastralgemeinde Augsdorf (Loga vas)
  - Katastralgemeinde Duel (Dole)
  - Katastralgemeinde Kerschdorf ob Velden (Črešnje)
  - Katastralgemeinde Köstenberg (Kostanje)
  - Katastralgemeinde Latschach an der Drau (Loče)
  - Katastralgemeinde Lind ob Velden (Lipa pri Vrbi)
  - Katastralgemeinde St. Egyden (Šentilj)
  - Katastralgemeinde Velden am Wörthersee
- Villach (Beljak)
  - Katastralgemeinde Bogenfeld (Vognje Polje)
  - Katastralgemeinde Drobollach (Drobolje ob Baškem jezeru)
  - Katastralgemeinde Federaun (Vetrov)
  - Katastralgemeinde Gratschach
  - Katastralgemeinde Heiligengeist
  - Katastralgemeinde Judendorf
  - Katastralgemeinde Maria Gail (Marija na Zilji)
  - Katastralgemeinde Perau
  - Katastralgemeinde Pogöriach
  - Katastralgemeinde Seebach
  - Katastralgemeinde St. Martin
  - Katastralgemeinde St. Ruprecht
  - Katastralgemeinde Vassach
  - Katastralgemeinde Villach
  - Katastralgemeinde Völkendorf
  - Katastralgemeinde Wernberg II
  - Katastralgemeinde Wollanig
- Völkermarkt (Velikovec)
  - Katastralgemeinde Admont-Lassein (Volmat-Lesine)
  - Katastralgemeinde Bei der Drau (Pri Dravi)
  - Katastralgemeinde Greuth (Rute)
  - Katastralgemeinde Gurtschitschach (Gurčiče)
  - Katastralgemeinde Haimburg (Vovbre)
  - Katastralgemeinde Höhenbergen (Homberk)
  - Katastralgemeinde Kaltenbrunn (Mrzla Voda)
  - Katastralgemeinde Klein St. Veit (Mali Šentvid)
  - Katastralgemeinde Korb (Korpiče)
  - Katastralgemeinde Mittertrixen (Srednje Trušnje)
  - Katastralgemeinde Mühlgraben (Mlinski Graben)
  - Katastralgemeinde Neudenstein (Črni grad)
  - Katastralgemeinde Niedertrixen (Spodnje Trušnje)
  - Katastralgemeinde Ob der Drau (Nad Dravo)
  - Katastralgemeinde Rakollach (Rakole)
  - Katastralgemeinde Ritzing (Ricinje)
  - Katastralgemeinde Ruhstatt (Roštat)
  - Katastralgemeinde St. Jakob (Šentjakob)
  - Katastralgemeinde St. Peter am Wallersberg (Šentpeter na Vašinjah)
  - Katastralgemeinde St. Ruprecht (Šentrupert)
  - Katastralgemeinde Tainach (Tinje)
  - Katastralgemeinde Töllerberg (Telenberk)
  - Katastralgemeinde Völkermarkt
  - Katastralgemeinde Waisenberg (Važenberk)
  - Katastralgemeinde Wandelitzen (Vodovnica)
  - Katastralgemeinde Weinberg (Vinogradi)

## W
- Weißensee
  - Katastralgemeinde Techendorf
- Weißenstein
  - Katastralgemeinde Kellerberg
  - Katastralgemeinde Puch
  - Katastralgemeinde Töplitsch
  - Katastralgemeinde Weißenstein
- Weitensfeld im Gurktal
  - Katastralgemeinde Altenmarkt
  - Katastralgemeinde Braunsberg
  - Katastralgemeinde Linder
  - Katastralgemeinde Thurnhof
  - Katastralgemeinde Weitensfeld
  - Katastralgemeinde Wullroß
  - Katastralgemeinde Zweinitz
- Wernberg (Vernberk)
  - Katastralgemeinde Neudorf (Nova vas)
  - Katastralgemeinde Sand (Pešče)
  - Katastralgemeinde Trabenig (Trabenče)
  - Katastralgemeinde Umberg (Umbar)
  - Katastralgemeinde Wernberg I (Vernberk)
- Winklern
  - Katastralgemeinde Reintal
  - Katastralgemeinde Winklern
- Wolfsberg (Volšperk)
  - Katastralgemeinde Aichberg
  - Katastralgemeinde Auen
  - Katastralgemeinde Forst
  - Katastralgemeinde Gräbern-Prebl
  - Katastralgemeinde Gries
  - Katastralgemeinde Hartelsberg
  - Katastralgemeinde Hattendorf
  - Katastralgemeinde Hintertheißenegg
  - Katastralgemeinde Kleinedling
  - Katastralgemeinde Kleinwinklern
  - Katastralgemeinde Lading
  - Katastralgemeinde Leiwald
  - Katastralgemeinde Michaelsdorf
  - Katastralgemeinde Oberleidenberg
  - Katastralgemeinde Paildorf
  - Katastralgemeinde Pfaffendorf
  - Katastralgemeinde Preims
  - Katastralgemeinde Priel
  - Katastralgemeinde Reding
  - Katastralgemeinde Reideben
  - Katastralgemeinde Reisberg
  - Katastralgemeinde Rieding
  - Katastralgemeinde Ritzing
  - Katastralgemeinde Schoßbach
  - Katastralgemeinde Schwemmtratten
  - Katastralgemeinde St. Jakob
  - Katastralgemeinde St. Johann
  - Katastralgemeinde St. Marein
  - Katastralgemeinde St. Margarethen
  - Katastralgemeinde St. Michael
  - Katastralgemeinde St. Stefan
  - Katastralgemeinde Thürn
  - Katastralgemeinde Unterleidenberg
  - Katastralgemeinde Vordergumitsch
  - Katastralgemeinde Vordertheißenegg
  - Katastralgemeinde Waldenstein
  - Katastralgemeinde Weißenbach
  - Katastralgemeinde Witra
  - Katastralgemeinde Wolfsberg Obere Stadt
  - Katastralgemeinde Wolfsberg Untere Stadt

## Z
- Zell (Sele)
  - Katastralgemeinde Zell bei der Pfarre (Sele pri Cerkvi)
  - Katastralgemeinde Zell bei Sonnegg (Sele pri Ženeku)
  - Katastralgemeinde Zell im Winkel (Sele v Kotu)